# Zeche Vereinigte Wittwe & Barop
Die Zeche Vereinigte Wittwe & Barop befand sich in Barop, einem Stadtteil des zu Dortmund gehörigen Stadtbezirks Hombruch.

## Geschichte
Die Zeche hat 1750 als Stollenbetrieb am Hombrucher Bach angefangen und förderte an diesem Standort bis 1831, also über 80 Jahre lang. 1836 wurden das Grubenfeld Junge Wittwe, 1846/47 die Grubenfelder Wittwe 1 und Wittwe 2, 1857 das Grubenfeld Barop IV verliehen.
Dazwischen erfolgte 1855 der Übergang zum Tiefbau: Der Schacht Wittwe wurde abgeteuft. 1859 wurde das Unternehmen als Ver. Wittwe & Barop konsolidiert, damit sie von diesem einen Schacht aus ausgebeutet werden durften. 1861 wurde aus dem Schacht Wittwe erstmals Kohle gefördert. 1864 wurde mit 247 Beschäftigten eine Kohleförderung von insgesamt 46.000 t erreicht, 1870 mit 370 Beschäftigte 82 000 t.
Am 17. Juni 1872 kam es zu einer schweren Schlagwetter-Explosion mit sechs Todesopfern.
Nach dem Verkauf des Bergwerks an die Nachbargrube Zeche Vereinigte Louise Tiefbau 1873 wurde im Folgejahr mit 704 Beschäftigten insgesamt 124.000 t Kohle gefördert. Doch bereits 1877 wurde die Kohleförderung eingestellt, vermutlich waren die Vorräte aufgebraucht. Die Schachtanlage Wittwe blieb als Außenanlage für Louise Tiefbau vorerst weiter in Betrieb, vermutlich als Einfahrschacht für die Bergleute. 1885 wurde sie endgültig aufgegeben und verfüllt.

## Sachzeugen
In der im Norden Barops gelegenen Straße „An der Witwe“ (nach der Zeche benannt) hat sich eines der Zechengebäude, zum Wohnhaus umfunktioniert, bis heute erhalten.